# Бурелет

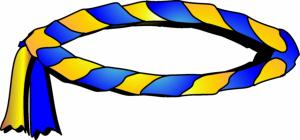
Бурелет (геральдичний вінок)

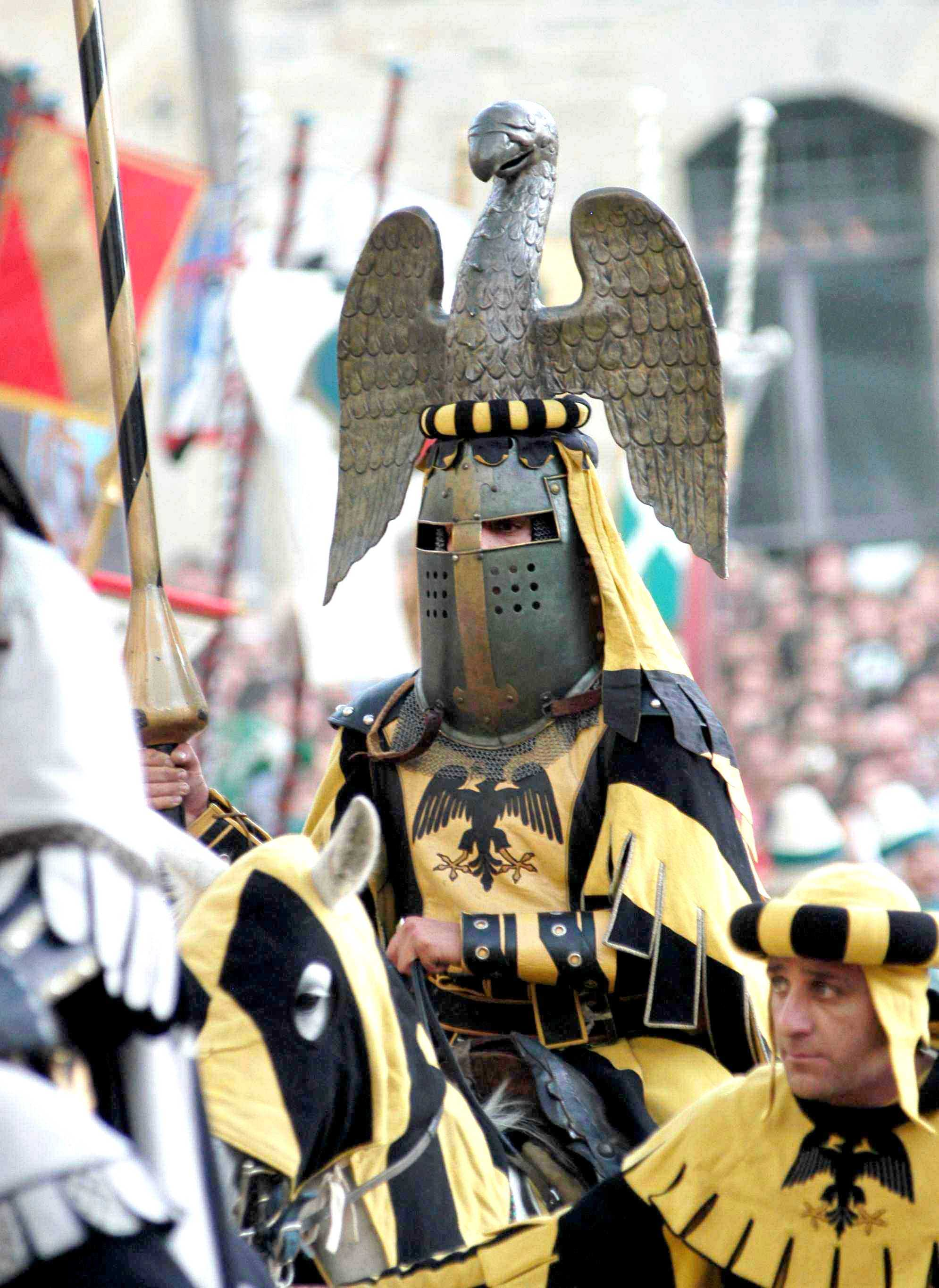
Лицар в сюрко та горшковому шоломі з нашоломною фігурою, бурелетом і наметом.

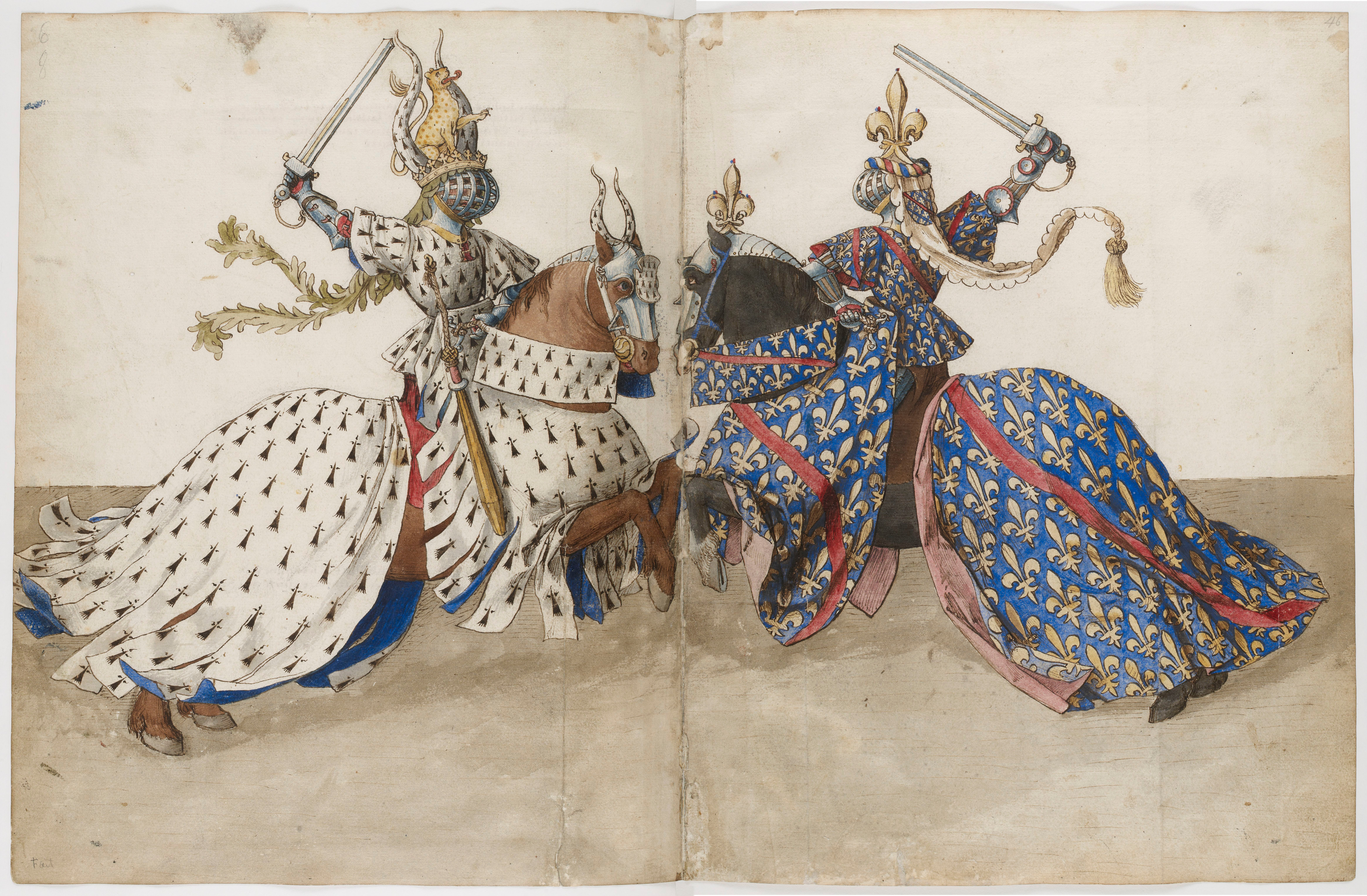
Голова лицаря в синьому прикрашена трикольоровим бурелетом (мініатюра XV століття).

Бурелет (фр. bourrelet — англ. roll — рулон, сувій, згорток, скручувати) — це декілька трубок з тканини, які туго набивалися вовною, скручувались у джгут та надягалися поверх шоломів, щоб послабити удари.
Під час хрестових походів у Святу Землю бурелет, просякнутий водою, використовувався, щоб охолодити голову лицаря, та ще й утримував намет — шматок матерії, який також захищав від сонця. Хрестоносці запозичили бурелет у бедуїнів, який в останніх носить назву ікаль. Бурелет був символом того, що лицар справді побував у хрестовому поході.

## Бурелет в геральдиці
У геральдиці бурелет — один з гербових елементів, який розташовується між шоломом і клейнодом у вигляді переплетеної стрічки. Він відіграє ту ж роль, що й геральдична корона, та служить сполучним елементом нашоломника (клейнода) з шоломом. Бурелети мали колір прапора і щита, під якими боровся лицар. Більшість з них були двокольоровими.
У британській геральдиці прийнято зображувати бурелет з певною кількістю обертів. Видимих повинно бути шість обертів, причому перший повинен бути кольору металу.
У польській геральдиці відомий також однокольоровий срібний бурелет з шляхетського герба Наленч, який є основним елементом на щиті та вінчає голову жіночої фігури в нашоломнику.

Герб Канади
Герб Альбецкі (Albecki), трикольоровий бурелет
Герб Аллан (Allan, Alan)
Герб Алопеус (Alopeus)
Герб Наленч (Nałęcz)